# 페르시아의 왕자 2: 그림자와 불꽃
《페르시아의 왕자 2: 그림자와 불꽃》(Prince of Persia 2: The Shadow and the Flame)은 1993년 브로더번드가 1989년의 《페르시아의 왕자》의 후속작으로 출시한 플랫폼 게임이다. 해당 두 게임 모두 Jordan Mechner가 디자인하였으나 오리지널과 달리 시퀄은 스스로가 직접 개발하지는 않았다.
《페르시아의 왕자 2》는 MS-DOS용으로 배급되었으며 매킨토시, 슈퍼 NES, FM 타운스로 이식되었다. iOS, 안드로이드용으로 업데이트된 버전이 2013년 출시되었으며 제목에는 "2"가 빠져있다.